# Guerre lamiaque
Guerres des Diadoques
Batailles
siège de Lamia ; bataille d'Amorgos ; bataille des Échinades ; bataille de Mélité (en) ; bataille de Crannon
La guerre lamiaque ou guerre hellénique est un conflit qui se déclenche en Grèce après la mort d'Alexandre le Grand en juin 323 av. J.-C. Il oppose des cités grecques révoltées, parmi lesquelles Athènes, aux Macédoniens dirigés par Antipater. Ces cités tentent de s'émanciper de la tutelle macédonienne et de lutter pour la « liberté des Grecs ». La guerre est finalement remportée par Antipater en 322 et se solde par une soumission renforcée des cités rebelles. C'est le conflit le plus important en Grèce du début de la période hellénistique.
Le nom de cette guerre provient de la cité de Lamia en Thessalie antique où se déroule un siège.

## Contexte historique

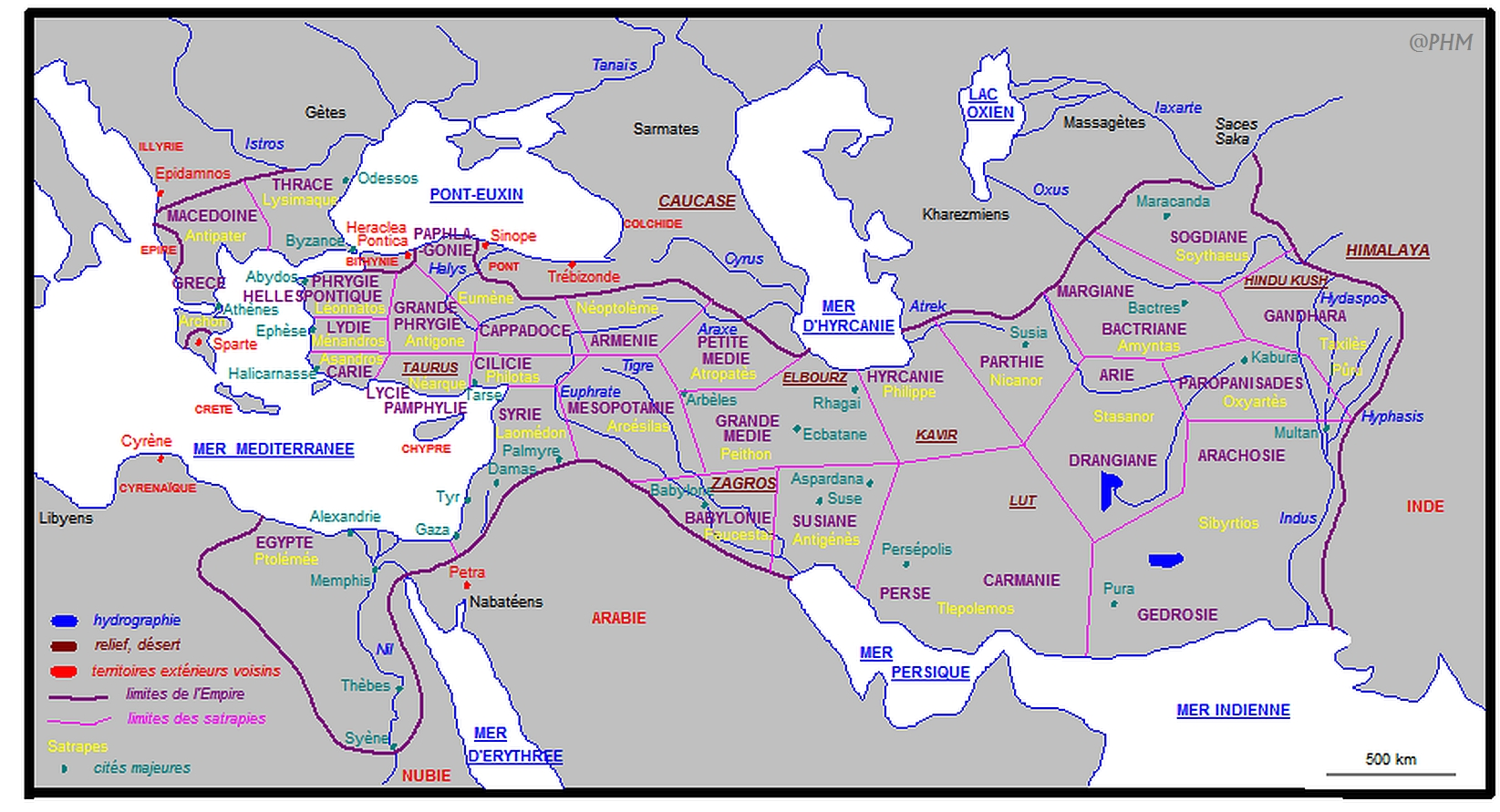
Partage de l'empire d'Alexandre le Grand après les accords de Babylone en 323 av. J.-C.

L'historien et compilateur Diodore de Sicile, principale source au sujet de la guerre lamiaque, attribue deux causes différentes au conflit dans deux passages distincts de la Bibliothèque historique.
D'une part, il souligne l'agitation des mercenaires grecs dispersés en Asie après leur congédiement par les satrapes sur l'ordre d'Alexandre. Cet ordre que donne Alexandre pour renforcer sa position, prive les mercenaires de leurs moyens de subsistance. Cette décision entraine la pratique du pillage en Asie, ainsi qu'un fort mécontentement vis-à-vis du roi de Macédoine. Cependant, ils affluent au cap Ténare à l’extrémité Sud du Péloponnèse, lieu d'un grand marché de mercenaires. Selon Pausanias, c'est Léosthène qui les fait passer par navires en Europe avant qu'Alexandre n'ait pu les établir en Perse. L'Athénien noue en tout cas de ses relations avec les mercenaires au cap Ténare ; il est à ce moment élu à leur tête comme stratège autokrator. Léosthène, qui est ouvertement hostile aux Macédoniens, joue un grand rôle dans la résistance antimacédonienne. Ayant conservé des liens avec Athènes, il met à sa disposition la force des mercenaires. Il est par ailleurs chargé en secret par Athènes de recruter des soldats, obtenant de la boulè 50 talents ainsi que des armes. Ces échanges avec le stratège restent secrets puisqu'Athènes, du fait du traité de Corinthe, est officiellement en paix avec la Macédoine. Diodore précise que la somme versée par Athènes est prélevée sur le reste du trésor d'Harpale, et que 8 000 mercenaires sont recrutés par Léosthène. Il conclut également un traité d'alliance avec la Confédération étolienne, puissance montante de la Grèce également hostile à la Macédoine, à laquelle se joint plus tard la Thessalie.
D'autre part, Diodore insiste plutôt sur le mécontentement à Athènes et en Étolie causé par un décret d'Alexandre, pris peu avant sa mort. Ce décret lu par Nicanor de Stagire, l'envoyé du roi aux Jeux olympiques en août 324 av. J.-C., ordonne le retour des exilés (hormis les sacrilèges) dans toutes les cités grecques. Diodore explique cette décision d'Alexandre par son désir de gloire et d'obtenir des partisans dans chaque cité. Athènes et les Étoliens refusent cet édit. Pour Athènes en effet cela implique qu'elle rende la clérouquie de Samos dont elle a chassé les habitants en 365, tandis que les Étoliens redoutent d'être contraints de rendre Œniades, aux bouches de l'Achéloos, dont ils se sont emparés vers 330. Diodore explique que les Athéniens décident alors de ne pas agir ouvertement mais d'attendre le moment opportun pour agir. L'abrégateur Justin (IIIe siècle ap. J.-C.), qui reprend le récit perdu de Trogue Pompée (Ier siècle av. J.-C.), relie lui aussi le décret sur les exilés à l'éclatement du conflit.
Il s'avère qu'il existe déjà des préparatifs de guerre avant même la mort d'Alexandre, et qu'Athènes se fait une fois de plus le cœur de la révolte contre l'hégémonie macédonienne. Dans ce sens, Justin écrit que les Athéniens ont fomenté la guerre du vivant d'Alexandre[réf. nécessaire]. Quoi qu'il en soit, c'est bien la mort d'Alexandre en juin 323 qui provoque l'étincelle du conflit contre les Macédoniens.

## Révolte des cités grecques

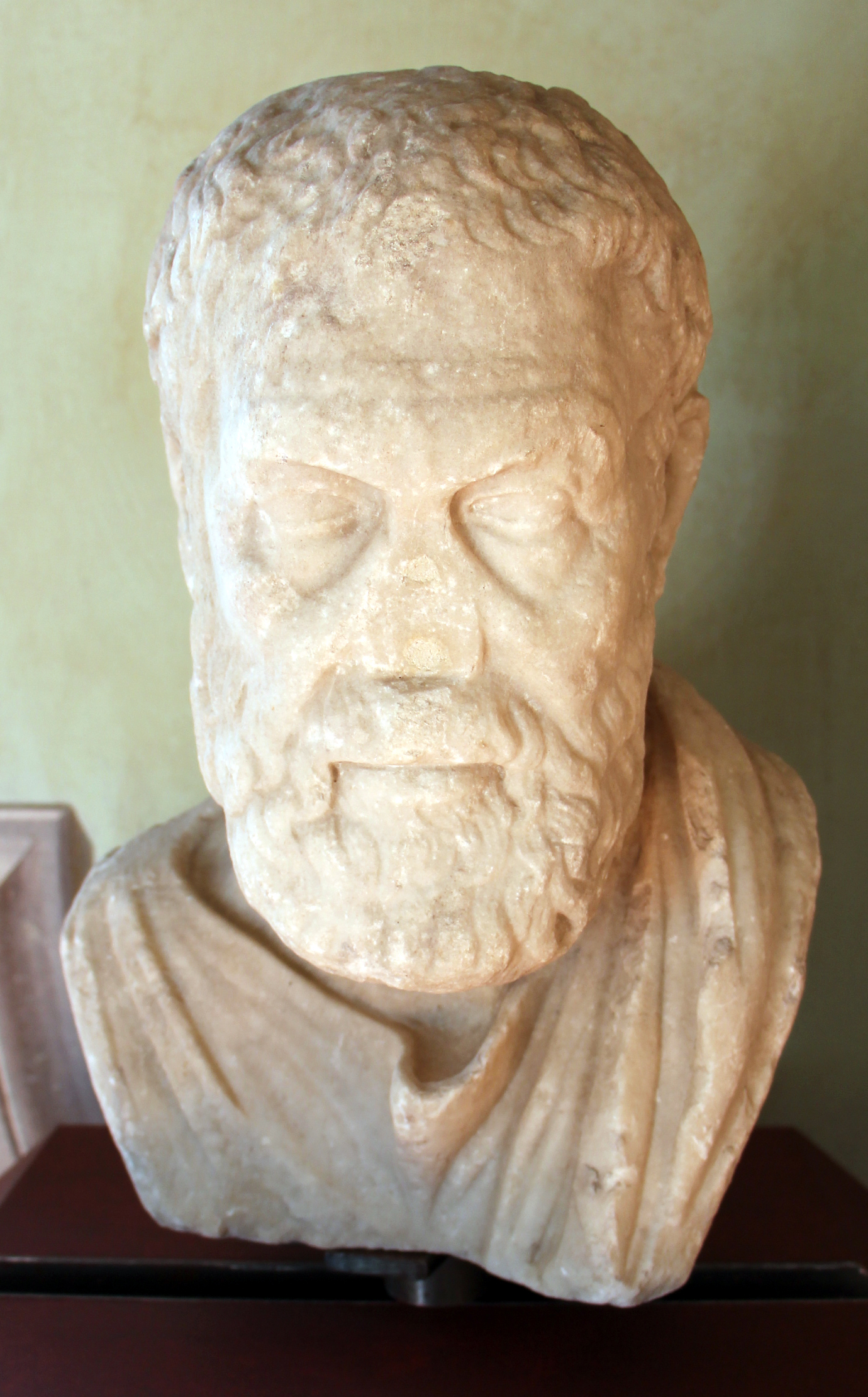
Portrait d'Hypéride,

La nouvelle de la mort d'Alexandre parvient probablement en Grèce avant la fin juillet 323 av. J.-C. Sa confirmation réunit les deux foyers actifs de mécontentement, celui des mercenaires grecs et celui à Athènes et en Étolie. Les Athéniens se soulèvent malgré l'hostilité du stratège Phocion qui agit au nom des classes possédantes. La rébellion est dirigée par le parti démocratique sous la direction d'Hypéride, Démosthène étant alors en exil à la suite de sa condamnation dans l'affaire d'Harpale. Un décret que retranscrit Diodore de Sicile donne une idée de l'hostilité des Athéniens vis-à-vis de la domination macédonienne. La révolte y est assimilée aux guerres médiques, puisque le but est cette fois encore, mais face à un autre roi, de lutter pour la « liberté des Grecs ». Les Macédoniens sont assimilés à des barbares, bien qu'il s'agisse d'un peuple hellénique. La volonté des Athéniens s'étend au-delà d'une résistance aux interventions macédoniennes dans la cité. La finalité est d'inciter toute la Grèce à lutter pour en chasser les Macédoniens. Ils appellent donc les autres Grecs à secouer le joug du régent Antipater.
Les Athéniens, c'est-à-dire les 8 000 mercenaires engagés au cap Ténare par le condottière Léosthène, auxquels les Athéniens ajoutent 2 000 hommes, et les Étoliens, forment une armée ; ils sont rejoints par les Thessaliens, les Locriens et les Phocidiens. Plus tard, les cités de Leucade, Messène, Argos, Élis, Carystos, ainsi qu'une partie de l'Épire, s'engagent dans la guerre aux côtés des révoltés. Cette confédération de cités et de peuples se substitue à la ligue de Corinthe que domine la Macédoine depuis le règne de Philippe II. L'armée alliée, bien commandée par Léosthène, compte probablement jusqu'à 30 000 hommes dont un grand nombre de mercenaires. Diodore mentionne une armée composée de 22 000 fantassins et 3 500 cavaliers durant la bataille contre Léonnatos, puis il indique une armée composée de 25 000 fantassins et 3 500 cavaliers à la bataille de Crannon. Démosthène, qui s'est réfugié dans le Péloponnèse après sa condamnation, est rappelé d'exil après avoir acquis l'alliance ou la neutralité des cités. Athènes lui fait un accueil triomphal.

## Opérations militaires
Le régent Antipater ne dispose au début du conflit que de troupes assez réduites, sans doute 13 000 fantassins et 600 cavaliers. Diodore de Sicile souligne qu'il y a peu de mercenaires dans ses forces à Lamia. Pourtant Antipater a de quoi en lever en nombre puisqu'il dispose des richesses considérables qu'Alexandre a envoyées en Macédoine depuis l'Asie. Ceci s'explique probablement par la réticence chez les mercenaires à l'idée de servir la Macédoine, et par la crainte de recruter des Grecs susceptibles de passer dans le camp des révoltés, à l'instar des Thessaliens.
Léosthène et ses mercenaires traversent le golfe de Corinthe, un contingent de 7 000 hommes les rejoignant en Étolie, et occupent les Thermopyles. Le but est d'empêcher Antipater d'accéder à la Grèce centrale. Antipater est facilement battu en Béotie et perd les Thermopyles. Il doit s'enfermer dans Lamia, en Phthiotide, dont le nom a donné celui du conflit. Il refuse cependant de se rendre sans condition comme l'exige Léosthène. Il tente ainsi de gagner du temps car le contingent de vétérans commandés par Cratère est encore loin en Cilicie, et Lysimaque, le gouverneur de Thrace, est aux prises avec des révoltes. C'est le satrape de Phrygie hellespontique, un hétaire parmi les plus nobles, Léonnatos, qui vient au secours d'Antipater avec des renforts amenés d'Asie.
Léosthène, seul capable d'organiser le combat commun, meurt après avoir été blessé par un coup de fronde pendant une escarmouche à l'hiver 323-322 av. J.-C.. Son successeur, Antiphile, est contraint de lever le siège de Lamia pour se porter à la rencontre de l'armée de Léonnatos. Lors d'une bataille livrée dans le sud de la Thessalie, Léonnatos, trahi par les cavaliers thessaliens qui font défection, est vaincu et tué au printemps 322 ; mais son armée n'est pas complètement détruite. Antipater réussit à sortir de Lamia et à faire la jonction de ses forces avec elle avant de se retirer en Macédoine, pour y attendre de nouveau des renforts, en évitant les plaines  au cas où la cavalerie grecque l'aurait poursuivi.
Peu de temps après la défaite de Léonnatos, probablement au début du printemps, qu'Hypéride écrit son Oraison funèbre. L'orateur athénien la prononce durant les funérailles publiques des soldats morts lors de cette première année de guerre. Il évoque les victoires et la mort de Léosthène et fait part de sa confiance quant à la réussite de la lutte pour la liberté hellénique. Il fait l'éloge de sa cité qui a choisi d'agir comme elle l'avait fait face aux Perses, il loue le courage des morts et les actions de Léosthène, qui selon lui a sacrifié sa vie pour sauver la Grèce du joug déshonorant des Macédoniens. Par ailleurs Hypéride présente la bataille entre les troupes menées par Antiphile et celles menées par Léonnatos comme un grand succès alors qu'il s'est ensuivi la sortie de Lamia d'Antipater et le grossissement de son armée par les renforts. Il présente finalement les Macédoniens comme des oppresseurs brutaux, et ne doute pas du triomphe prochain de l'alliance hellénique[réf. nécessaire].
Le sort de la guerre se joue aussi en mer. Athènes a mené un effort naval en reconstituant une flotte formée de 110 navires, comparable à celle de Salamine en 480. La flotte athénienne est victorieuse dans un premier temps et peut, en contrôlant l'Hellespont, empêcher l'arrivée de Léonnatos au secours d'Antipater. Mais, vers la fin de 323, une escadre de 240 navires phéniciens et chypriotes dirigée par le Macédonien Cleitos défait à deux reprises la flotte de l'amiral athénien Évétion : une première fois dans l'Hellespont près d'Abydos, ce qui donne aux Macédoniens la maîtrise des Détroits, Cleitos incorporant alors la flotte d'Antipater ; une deuxième fois pendant l'été 322 près d'Amorgós, dans les Cyclades. Cette bataille met un terme à la puissance navale athénienne. Une dernière bataille navale a lieu au printemps 322, probablement au large des îles Échinades, durant laquelle Cleitos détruit les restes de la flotte athénienne, permettant à la flotte macédonienne de quitter Lamia.

## Dénouement du conflit

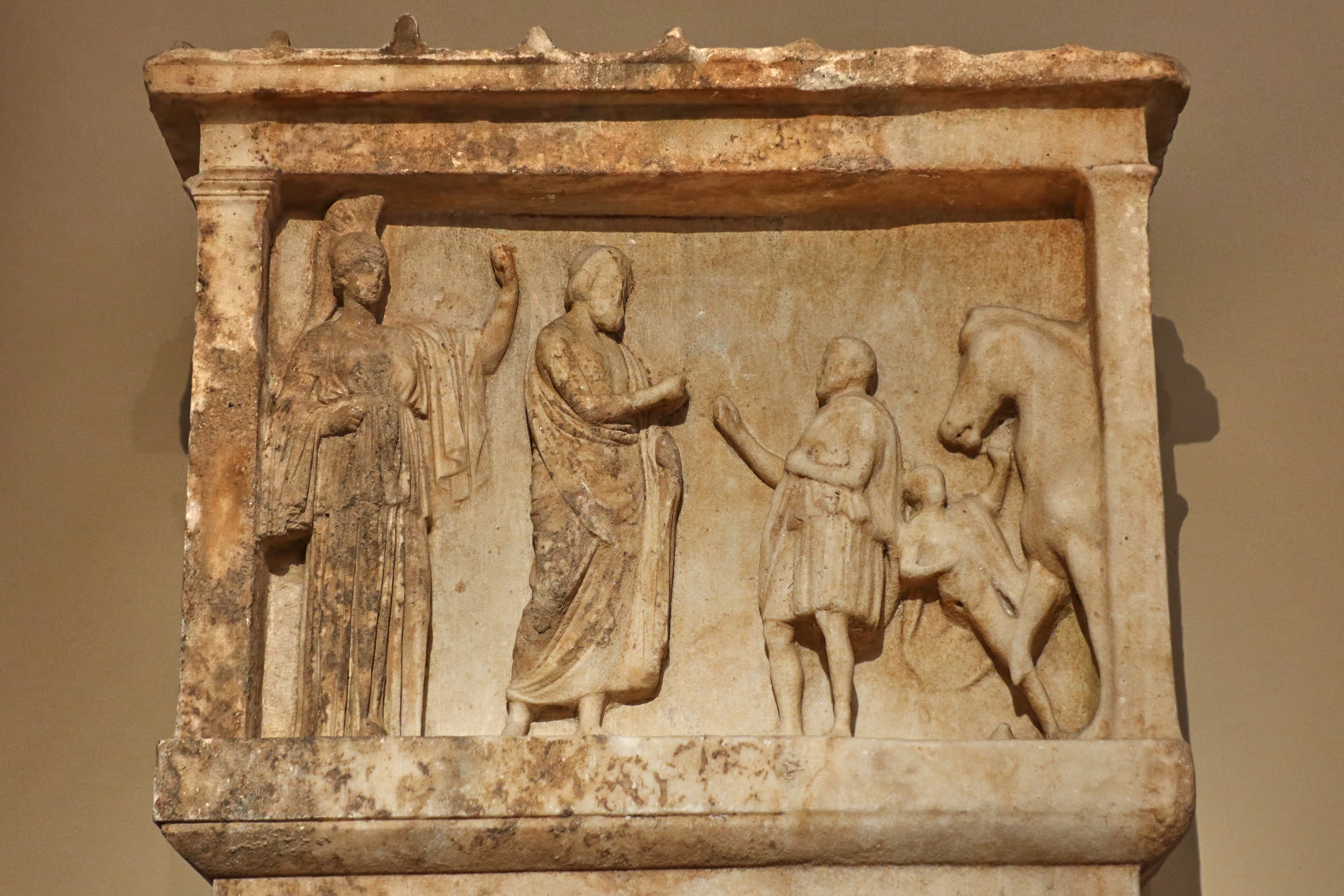
Stèle d'Athènes avec des décrets honorifiques commémorant la guerre lamiaque, Musée archéologique d'Athènes.

Au cours de l'été 322 av. J.-C. Cratère rejoint Antipater afin de lui porter secours. C'est en Asie Mineure, alors qu'il se rend avec les vétérans macédoniens vers l'Europe, qu'il est élevé au rang de prostatès (tuteur) des rois Philippe III Arrhidée et Alexandre IV à Babylone et qu'il apprend les difficultés d'Antipater en Grèce. Craignant l'arrivée de Perdiccas en Asie Mineure, il préfère employer ses troupes au secours d'Antipater plutôt que de risquer d’affronter le chiliarque. Il se rend en Grèce à la tête d'une armée formée de Macédoniens et de Perses. Cette arrivée inopinée permet à Antipater de reprendre l'initiative. Tous deux contraignent les alliés à combattre à Crannon en Thessalie, et remportent la victoire en août ou septembre 322 qui provoque l'accélération de la dislocation de la coalition des cités grecques. En effet, tout comme Philippe II l'a fait après Chéronée, Antipater ne consent à traiter que séparément avec les cités, ce qui provoque des défections chez les alliés restants d'Athènes et de l'Étolie.
Athènes, isolée, se soumet à l'automne 322. Antipater lui impose l'installation d'une garnison macédonienne au Pirée entretenue à ses frais, ainsi qu'une lourde indemnité de guerre et la perte de Samos et d'Oropos qui revient à la Béotie. Antipater exige également que la cité lui livre les orateurs anti-macédoniens. Démade, sur les ordres d’Antipater, fait voter le décret condamnant à mort les orateurs patriotes. Hypéride, en fuite, est pourchassé et pris à Egine. Sa langue est coupée puis il est exécuté à Cléonées. Démosthène est traqué jusqu'au temple de Poséidon sur l'île de Calaurie où il s'empoisonne plutôt que d'être capturé. Le traitement qu'inflige Antipater à Athènes est bien plus sévère que celui de Philippe II après Chéronée puisque le régime démocratique est aboli. Lui est imposée une oligarchie protégée par les soldats macédoniens et présidée par le stratège Phocion et l'orateur pro-macédonien Démade. Le fait d'imposer son régime politique à la cité signifie de facto la perte de son indépendance. Antipater restreint également le corps des citoyens d'Athènes. Sur les 21 000 citoyens athéniens d'alors, plus de 12 000 perdent leurs droits politiques, qui sont réservés aux hommes possédant au moins 2 000 drachmes (soit 9 000 personnes). De nombreux Athéniens parmi les classes les plus pauvres (les zeugites et les thètes) partent en Thrace où Antipater leur propose des terres et la qualité civique. La Ligue de Corinthe n'est pas reformée, les cités sont désormais directement assujetties à la Macédoine et ce de manière isolée. Le protectorat macédonien n'est plus dissimulé par l'alliance collective de la ligue de Corinthe qui est dissoute. Les Macédoniens sont donc parvenus à « pacifier » la Grèce à la fin de 322.
L'Étolie, région montagneuse et ravinée en Grèce centrale, n'est pas encore pacifiée. Mais l'expédition organisée tourne court car Antipater et Cratère sont appelés en Asie par les événements liés à la guerre contre Perdiccas. C'est en effet à cette période que se forme une coalition contre le chiliarque avec Antigone le Borgne et Ptolémée. Cette circonstance est une aubaine pour la ligue étolienne car cela lui permet de conserver son indépendance et de jouer, peu de temps après, un rôle de premier plan. Sans elle, les Macédoniens auraient probablement soumis les Étoliens.
Avec cette cruelle défaite, Athènes perd son indépendance et entre dans le chapitre hellénistique de son histoire pour devenir un foyer culturel plutôt qu'une puissance hégémonique. Son dernier sursaut antimacédonien date de la guerre chrémonidéenne (268 à 261).

### Sources antiques
- Diodore de Sicile, Bibliothèque historique [détail des éditions] [lire en ligne], XVIII, 12-18 ; XVIII, 10 (transcription d'un décret du peuple athénien) ;
- Plutarque, Vies parallèles [détail des éditions] [lire en ligne], Démosthène, 27-30 ; Phocion, 23, 29.
- Hypéride, Oraison Funèbre des morts de la première année de la guerre lamiaque.
- Pausanias, Description de la Grèce, VIII, 52, 5.